# Aerosur
Aerosur – już nieistniejąca boliwijska linia lotnicza z siedzibą w Santa Cruz. Głównym węzłem był port lotniczy Viru Viru. Ogłosiła zawieszenie operacji lotniczych 31 marca 2012 roku, a 17 maja 2012 ogłosiła bankructwo.